# Zuidelijke grasjager
De zuidelijke grasjager (Leptogaster subtilis) is een vliegensoort uit de familie van de roofvliegen (Asilidae). De wetenschappelijke naam van de soort is voor het eerst geldig gepubliceerd in 1847 door Hermann Loew.